# Doncourt-lès-Conflans
Doncourt-lès-Conflans é uma comuna francesa na região administrativa de Grande Leste, no departamento de Meurthe-et-Moselle. Estende-se por uma área de 7,34 km². Em 2010 a comuna tinha 1 192 habitantes (densidade: 162,4 hab./km²).